# Twinings

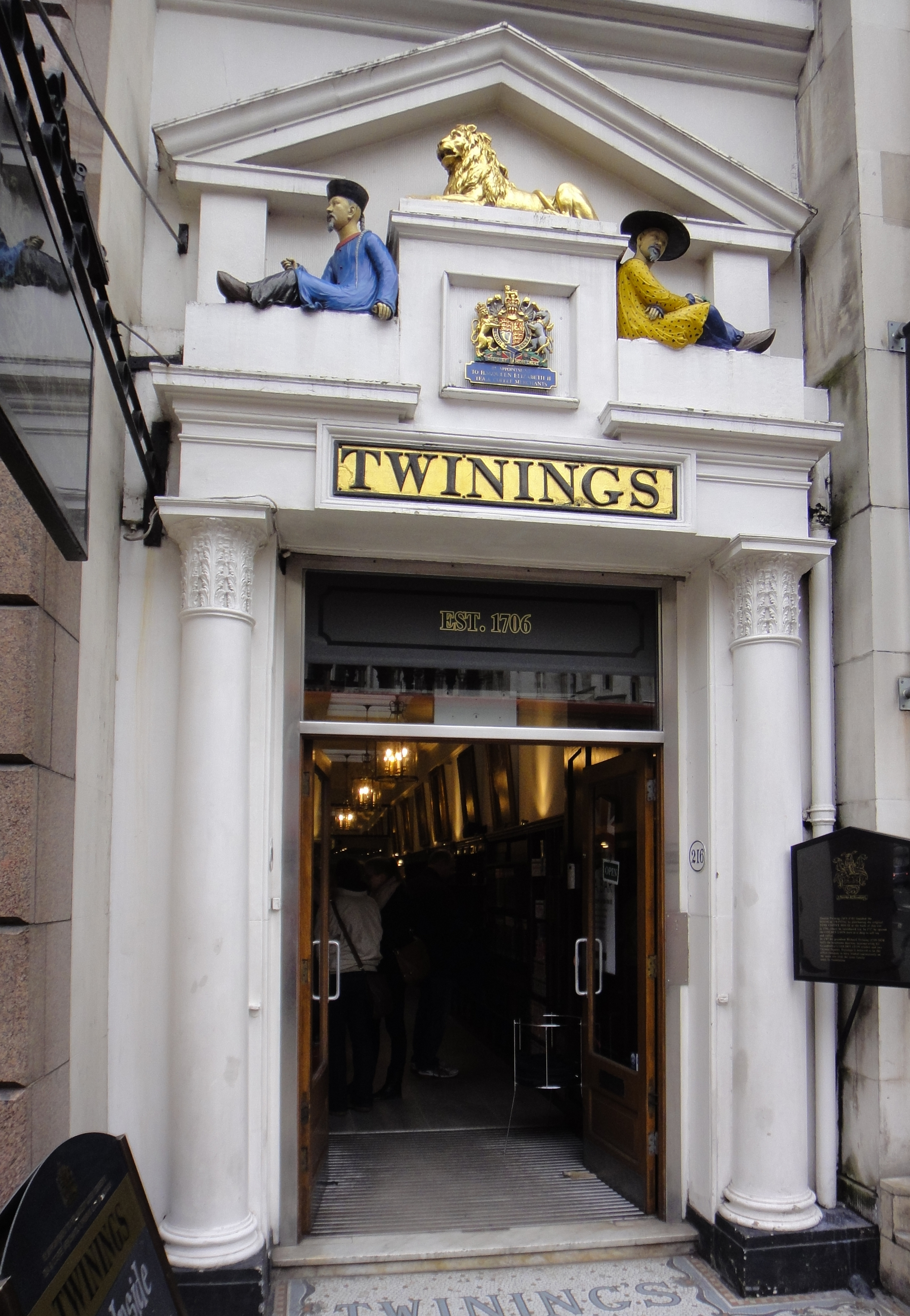
Entrada da loja Twinings

Twinings of London é uma prestigiada marca de chá inglesa. Fundada em 1706, a Twinings distingue-se por ser a comerciante mais antiga de Londres a operar continuamente no mesmo local, mantendo actividade desde a sua criação na loja situada no número 216 da Strand, no centro de Londres. A empresa possui também o logótipo corporativo mais antigo do mundo ainda em uso contínuo, criado em 1787.
Com sede atual em Andover, no condado de Hampshire, a Twinings é desde 1964 propriedade do grupo britânico Associated British Foods, um dos maiores conglomerados alimentares do mundo.

## História
A história da Twinings começa com Thomas Twining, um jovem da zona rural de Gloucestershire, que se mudou para Londres em finais do século XVII. Após trabalhar para um comerciante de chá, Twining adquiriu, em 1706, a Tom's Coffee House na Strand, numa época em que o chá era uma bebida de luxo importada da China e vendida quase exclusivamente em farmácias ou cafés frequentados por homens.
Ao contrário da maioria dos estabelecimentos contemporâneos, Twining começou a vender chá seco directamente ao público, com grande enfoque na qualidade e pureza das folhas — o que rapidamente lhe granjeou popularidade entre os londrinos mais abastados, incluindo mulheres, para quem os tradicionais cafés eram interditos.
A reputação da marca cresceu rapidamente, e em 1837 a Twinings recebeu o primeiro de vários Royal Warrants (mandatos reais), tornando-se fornecedora oficial de chá da Casa Real Britânica, distinção que mantém até hoje.

## Loja histórica na Strand
A loja da Twinings, no número 216 da Strand, mantém-se em funcionamento desde 1706, sendo considerada a mais antiga loja de chá do mundo ainda em funcionamento contínuo no mesmo local. A fachada é estreita e discreta, com o icónico logótipo da marca por cima da entrada — as letras em estilo serifado que datam de 1787.
O interior acolhe uma loja, uma pequena galeria sobre a história do chá e da própria Twinings, e uma sala de provas onde os visitantes podem degustar chás de diferentes partes do mundo. Esta loja é, para muitos entusiastas, um verdadeiro símbolo da história do comércio do chá britânico.

## Logótipo e identidade visual

Logotipo da Twinings

O logótipo da Twinings, criado em 1787, é amplamente reconhecido como o logótipo corporativo mais antigo do mundo ainda em uso contínuo e inalterado. Composto pelo nome da marca em letras capitais com serifa, sobre um fundo dourado, o logótipo tem resistido à passagem do tempo, mantendo-se como símbolo de tradição, qualidade e elegância.

## Produtos e variedade
A Twinings é reconhecida pela sua vasta e diversificada gama de produtos, que abrange:
- Chás pretos clássicos, como o Earl Grey, English Breakfast e Prince of Wales;[2]
- Chás verdes e brancos, de diferentes origens (China, Japão, Índia, entre outros);
- Chás aromatizados com flores, frutas e especiarias;
- Infusões de ervas (tisanas), como camomila, hortelã-pimenta, gengibre com limão e rooibos;
- Linhas funcionais com benefícios para o bem-estar, como chás para digestão, relaxamento ou energia.[3]

A Twinings também desenvolve misturas sazonais, edições limitadas e colecções temáticas, respeitando os gostos e culturas dos diversos mercados onde opera.

## Presença internacional
Hoje, a Twinings exporta para mais de 100 países, sendo uma das marcas de chá mais reconhecidas e prestigiadas a nível mundial. A empresa tem fábricas e centros de distribuição em vários continentes e continua a inovar em sabores e formatos, sem perder o vínculo à tradição.
A sede industrial e centro de embalamento situa-se em Andover, de onde saem milhões de saquetas de chá diariamente, com rigorosos controlos de qualidade.

## Responsabilidade social e sustentabilidade
A Twinings tem vindo a investir fortemente em iniciativas de comércio justo e desenvolvimento sustentável ao longo da cadeia de abastecimento. Através do programa Sourced with Care, lançado em 2016, a empresa compromete-se a melhorar as condições de vida das comunidades produtoras de chá, garantindo o respeito pelos direitos humanos, o acesso à educação, a água potável e melhores condições laborais em plantações no Quénia, Sri Lanka, Índia, China, entre outros países.

## Curiosidades
- A Twinings foi uma das primeiras casas de chá a permitir e encorajar o consumo de chá por mulheres, numa época em que a maioria dos cafés e casas de bebidas eram restritos ao público masculino.
- A família Twining teve um papel activo na vida política e económica de Londres; vários membros foram vereadores e banqueiros.
- A marca já criou misturas exclusivas para eventos reais e celebrações nacionais britânicas.